# Robert Sacre
Robert Sacre (nacido el 6 de junio de 1989 en Baton Rouge, Luisiana) es un exjugador de baloncesto canadiense que cuenta también con la nacionalidad estadounidense. Fue miembro de la selección de Canadá.

## Trayectoria deportiva

### Primeros años
Sacre fue uno de los jugadores de las escuelas con un alto rendimiento en Canadá. En su primer año, dirigió la Escuela Secundaria Handsworth al Campeonato Provincial de Columbia Británica, fue nombrado Jugador Más Valioso del partido por el título después de anotar 17 puntos, coger 12 rebotes, y taponar cuatro tiros. En ese mismo año fue seleccionado para jugar para el equipo canadiense Nacional Junior en los Juegos Mundiales de 2005 y 2006 los clasificatorios del Campeonato del Mundo. En su último año promedió 25 puntos, 12 rebotes y cuatro tapones por partido.

### Universidad
Sacre comprometido con la NCAA División I escuadrón de la Universidad de Gonzaga antes de la temporada 2007-08. Salió del banquillo en su temporada de novato, con un promedio de nueve minutos de juego por partido en 2007-08. En 2008-09 tuvo una seria lesión
Sacre volvió fuerte en la temporada 2009-10, promediando 10.3 puntos, 5.4 rebotes y 1.9 tapones por partido como pívot titular de los Bulldogs.

### Profesional
El 28 de junio de 2012, fue elegido en la posición número 60 del Draft de la NBA de 2012 por Los Angeles Lakers. En septiembre de 2012, firmó su primer contrato como profesional con los Lakers. El 31 de octubre de 2012, Sacre hizo su debut como profesional ante los Portland Trail Blazers, jugando 49 segundos. Sacre anotó su primer punto el 4 de noviembre de 2012, en una victoria ante los Detroit Pistons. Durante su primera temporada, tuvo varias asignaciones a Los Angeles D-Fenders de la NBA D-League.

## Estadísticas de su carrera en la NBA

### Temporada regular
| Año     | Equipo      | PJ  | PT | MPP  | %TC  | %3P  | %TL  | RPP | APP | ROB | TPP | PPP |
| ------- | ----------- | --- | -- | ---- | ---- | ---- | ---- | --- | --- | --- | --- | --- |
| 2012-13 | L.A. Lakers | 32  | 3  | 6.3  | .375 | .000 | .636 | 1.1 | .2  | .0  | .3  | 1.3 |
| 2013-14 | L.A. Lakers | 65  | 13 | 16.8 | .477 | .000 | .681 | 3.9 | .8  | .4  | .7  | 5.4 |
| 2014-15 | L.A. Lakers | 67  | 18 | 16.9 | .412 | .000 | .671 | 3.5 | .8  | .4  | .6  | 4.6 |
| 2015-16 | L.A Lakers  | 25  | 1  | 12.8 | .413 | .000 | .658 | 2.9 | .6  | .2  | .4  | 3.5 |
| Total   | Total       | 189 | 35 | 14.5 | .436 | .000 | .671 | 3.1 | .7  | .3  | .6  | 4.2 |

### Playoffs
| Año   | Equipo      | PJ | PT | MPP | %TC  | %3P  | %TL  | RPP | APP | ROB | TPP | PPP |
| ----- | ----------- | -- | -- | --- | ---- | ---- | ---- | --- | --- | --- | --- | --- |
| 2013  | L.A. Lakers | 2  | 0  | 2.0 | .000 | .000 | .000 | 1.0 | .0  | .5  | .0  | .0  |
| Total | Total       | 2  | 0  | 2.0 | .000 | .000 | .000 | 1.0 | .0  | .5  | .0  | .0  |

## Selección nacional
Sacre jugó varios torneos para el equipo junior de Canadá. Tuvo un promedio de 9 puntos, 8.2 rebotes y 3 tapones por partido en las Américas FIBA 2006 Campeonato Sub-18, lo que ayudó a lograr a los canadienses a un cuarto puesto en el torneo.
Sacre fue llamado a la selección absoluta por primera vez a participar en el Campeonato Mundial FIBA 2010 en Turquía.